# Ogorzelec (Kamienna Góra)
Pour les articles homonymes, voir Ogorzelec.
Ogorzelec est une localité polonaise de la gmina et du powiat de Kamienna Góra en voïvodie de Basse-Silésie.